# Autostrada A10 (Holandia)
Autostrada A10 – autostradowa obwodnica Amsterdamu. Droga liczy 32 km długości i znajduje się w całości w prowincji Holandia Północna.

## Trasy europejskie
Na różnych odcinkach Autostrady A10 biegną dwie trasy europejskie:
| Trasa europejska | Odcinek                                                          |
| ---------------- | ---------------------------------------------------------------- |
| E22              | Knooppunt Coenplein (A10/A8) – Knooppunt De Nieuwe Meer (A10/A4) |
| E35              | Knooppunt Amstel(A10/A2) – Knooppuunt Coenplein (A10/A8)         |